# Lokomotiva 710
Lokomotiva řady 710 (původně řada T 334.0) je motorová lokomotiva s hydrodynamickým přenosem výkonu, určená pro lehký posun a lehkou traťovou službu v nákladní dopravě. Vyráběla ji pražská firma ČKD (závod Sokolovo v Praze Libni, od lokomotiv T334.0534 a T334.0038 pak závod Tatra Smíchov do r. 1966). Výroba pak pokračovala na Slovensku v SMZ Dubnica a TS Martin. Pro ČSD, včetně TSS bylo dodáno 99 strojů, dalších několik set kusů bylo vyrobeno pro vlečkové provozy v podnicích i na export do NDR, Maďarska, Indie i Rumunska. Byly vyráběny v letech 1961–1973.[zdroj?]

## Vývoj
Zhruba v polovině padesátých let došlo v Československu k rozhodnutí vyzkoušet u motorových lokomotiv kromě elektrického přenosu také přenos hydrodynamický. Vzhledem k tomu že by byl vývoj příslušných komponent příliš dlouhý a složitý, byla vyjednána licence na části převodovek se švédskou firmou Svenska Rotor Maskiner. Ve spolupráci ČKD-SRM tak vzniklo několik typů převodovek pro různé výkonové kategorie lokomotiv. Jednou z nich byla převodovka H 350 Lr, určená pro připravovanou třínápravovou lokomotivu pro lehký posun. Před sériovou výrobou řady T 334.0 (710) bylo toto konstrukční řešení ověřováno na prototypu označeném jako T 324.0 a vyrobeném v roce 1959. Jeho zkoušky proběhly sice s problémy (zejména závady na motoru), ale po úpravách požadovaných objednavatelem ČSD byla v roce 1961 zahájena sériová výroba lokomotiv řady T 334.0. Prototyp T 324.001 zůstal osamocen a pro svou atypičnost byl v depu Kolín nakonec odstaven a v roce 1974 zrušen.

## Konstrukce

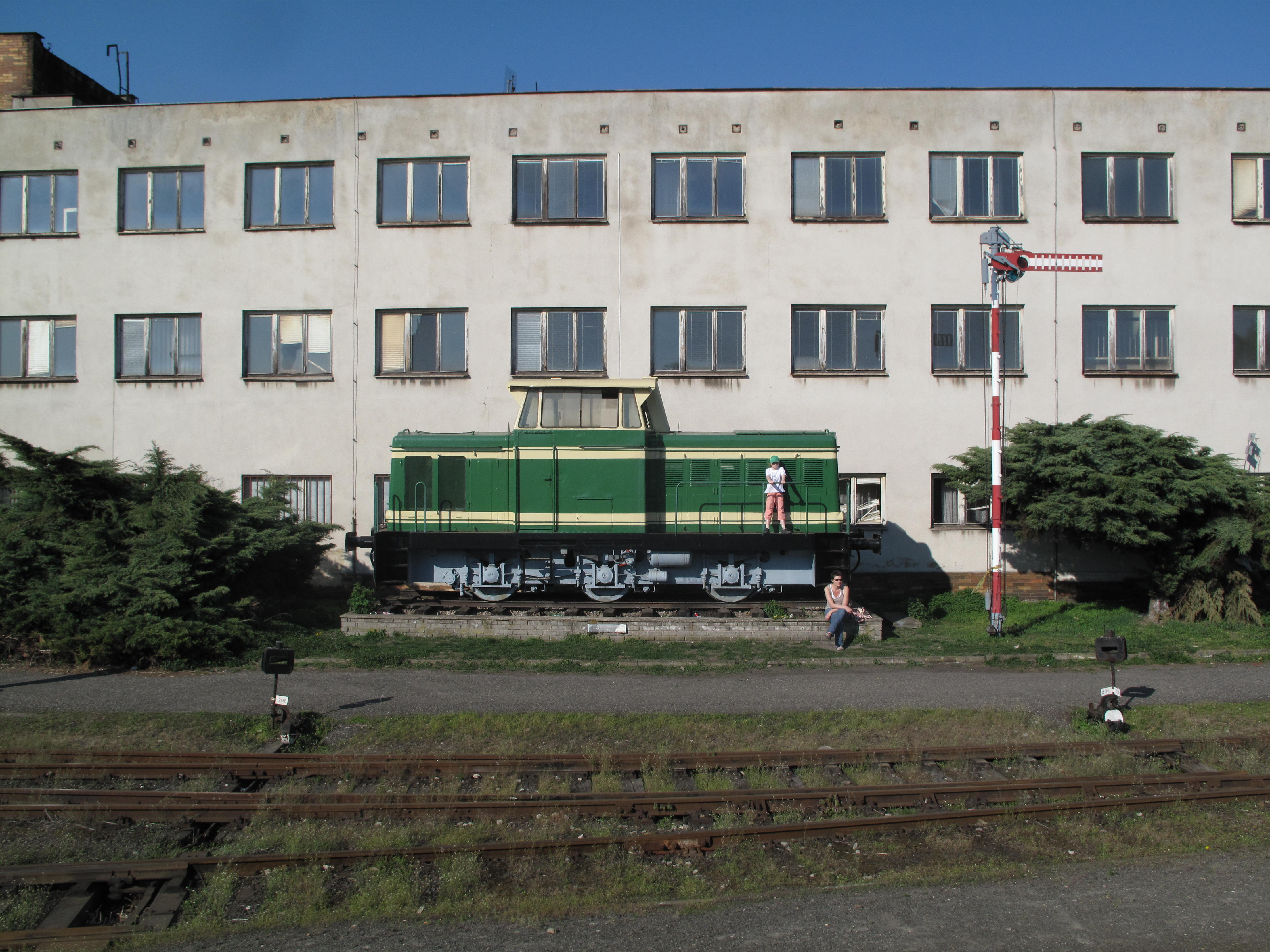
Lokomotiva T 334.019 (Rosnička) na pomníku u nádraží v Kladně

Lokomotiva má kapotové uspořádání s věžovou kabinou, umístěnou uprostřed mezi oběma kapotami. V kabině jsou dvě řídící stanoviště strojvedoucího, každé pro jeden směr jízdy. Vstupní dveře do kabiny jsou na obou bocích lokomotivy, umístěny jsou pod úrovní oken. Pod přední (delší) kapotou je spalovací motor, dynamostartér, převodovka a dva tříválcové dvoustupňové kompresory typu W 115/80 (každý z nich nasaje 50 m3 vzduchu za hodinu a stlačí jej na 8 atm). V zadním (kratším) představku je umístěna palivová nádrž a chladicí blok s výměníkem tepla – olej/voda.
Vznětový motor ČKD typu 12 V 170 DR má válce uspořádané do V, vrtání válců 170 mm a zdvih pístů 190/197 mm (ojnice řady 7-12 jsou přičepované k ojnicím řady 1-6, proto je zdvih pístu na straně hlavní a vedlejší ojnice rozdílný, na klikovém hřídeli je jen šest ojničních uložení). Atmosférický (nepřeplňovaný) motor s přímým vstřikem paliva má zdvihový objem 52,6 l a jmenovitý výkon 300 kW při 1360 ot/min.
Hydrodynamická převodovka H 350 Lr má dva měniče s automatickým ovládáním / řazením; od lokomotivy T 334.025 bylo možné i ruční řazení měničů přepínačem na pultu řídícího stanoviště. V mechanické části je převodovka vybavena reverzací (změna směru jízdy) a redukcí (pracuje v režimu posun – max. 30 km/h nebo v traťovém režimu – max. 60 km/h). Při změně směru jízdy / reverzaci se posouvá příslušné ozubené kolo na hřídeli a jeho zuby, které přenášejí hnací síly, nejsou v trvalém záběru, ale musejí zapadnout do zubů jiného ozubeného kola, které se otáčí opačným směrem. Toto řešení je nevýhodné oproti řešení, kdy ozubená kola jsou trvale v záběru, přesouvají se jen tzv. zubové spojky na hřídeli – ty jsou odolné proti poškození, snadno se spojují a rozpojují. Protože při posunu lokomotiva velmi často, stále opakovaně mění směr jízdy, může dojít – a v praxi docházelo – k problémům se zařazením směru.
Lokomotiva má masivní rám, v němž jsou umístěna tři hnací dvojkolí. První dvojkolí je odpruženo listovou pružnicí, další dvě jsou kromě toho mezi sebou vzájemně provahadlována. Klikový hřídel motoru je spojen s hlavním hřídelem převodovky a ten pak přes soustavu soukolí se dvěma stejnými hydrodynamickými měniči s tím, že druhý měnič má na výstupu větší průměr výstupního ozubeného kola (převod do rychla). Odtud je pak výkon přenášen do reverzační a redukční skříně, z té pak kloubovými hřídeli spojených za sebou na nápravové převodovky na jednotlivých nápravách. Dvojkolí jsou brzděna jednostranně litinovými brzdovými špalíky.

## Provoz

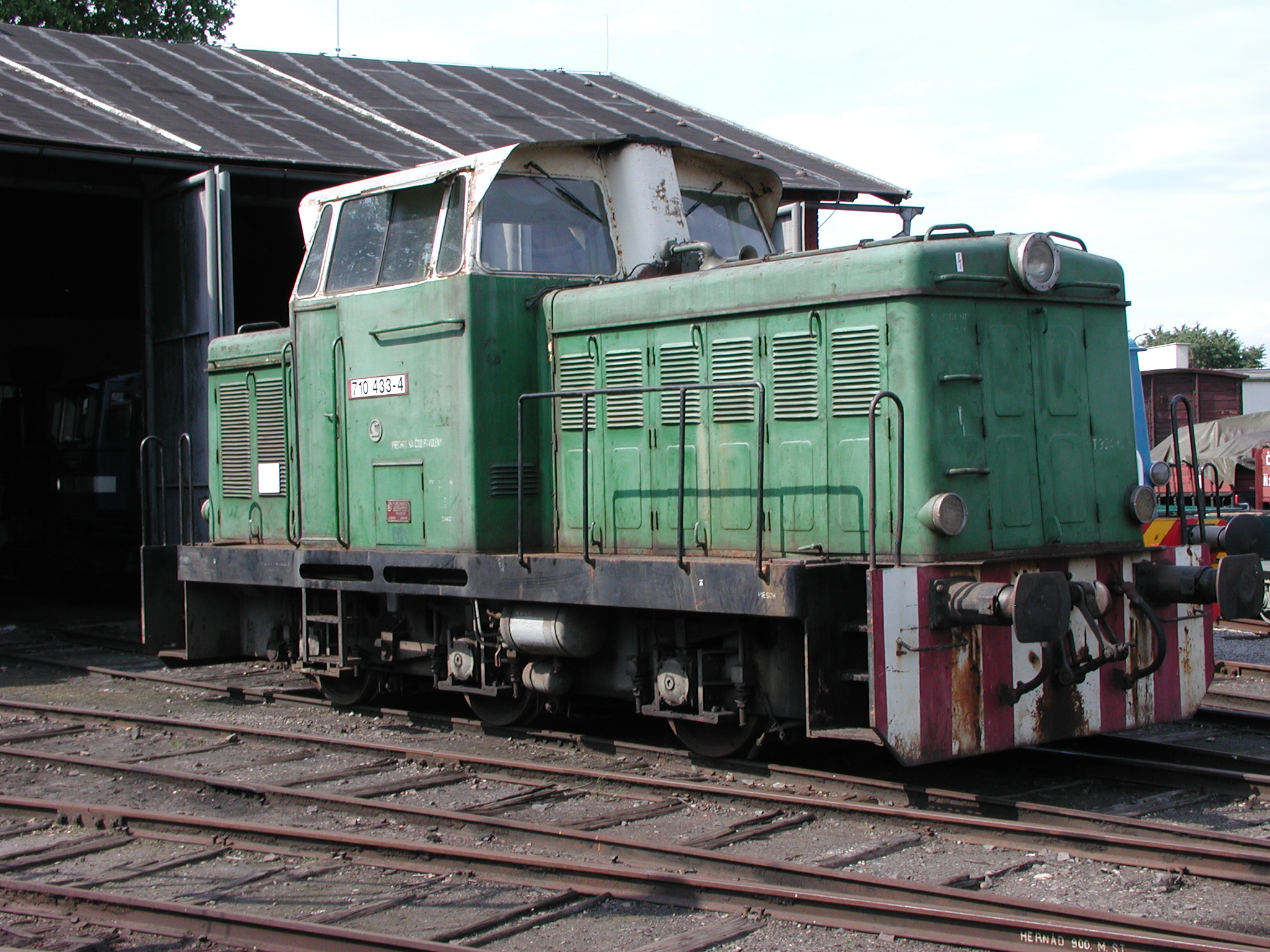
Lokomotiva 710.433 v Železničním muzeu Výtopna Jaroměř

U ČSD byly „Rosničky“, jak se jim většinou přezdívalo pro jejich světle zelený nátěr lokomotiv z ověřovací a 1. série, byly nasazeny na posunu v depech, při obsluze vleček a na lehkém staničním posunu. V traťové službě byly používány minoritně také např. na tratích Čáslav - Třemošnice, Čelákovice - Brandýs n/Labem - Neratovice, Rudoltice - Lanškroun, Šaľa - Neded, Kvetoslavov - Šamorín, aj. Jejich hlavní provozní nasazení však vzhledem k vynikajícím rozhledovým vlastnostem věžové kabiny strojvedoucího, umístěné uprostřed rámu, předurčovaly tyto lokomotivy zejména pro posunovou službu a na pracovních a služebních vlacích. Lokomotivy byly rozšířené na celém území Československa a byly dodány i pro ČSLA. Koncem 80. let byly z provozu postupně odstavovány a rušeny, hromadně do roku 1985, zejména u ČSD. Většina strojů řady 710 však byla dodána pro vlečkové provozy v podnicích, používaly se i na pracovních vlacích firem, pracujících na údržbě tratí nebo jejich elektrizaci. Část lokomotiv byla exportována i do NDR, Maďarska a také Indie. Několik lokomotiv bylo po roce 2000 odprodáno do Srbska, jedna do Švédska. Jejich generální opravy se prováděly převážně v ŽOS Zvolen.
Dnes je již většina lokomotiv této řady zrušena a také sešrotována. Avšak na rozdíl od svých silnějších sestřiček, lokomotiv řady 725 (ex T444.0 a 02) a 726 (ex T444.1 a T444.15), které měly v podstatě stejný, avšak přeplňovaný motor s označením K12 V170 DR. Dosud je několik lokomotiv řady 710 stále provozních a slouží na vlečkách průmyslových podniků či v soukromých rukách při stavebních činnostech na modernizaci české železnice. Do dnešních dnů (2025) tak můžete potkat ve službách průmyslu v ČR nebo na Slovensku ještě provozní následující stroje: 710.024, 099, 514, 546, 568, 588, 591, 649, 655, 665, 671, 680, 682, 690, 712, 722, 737, 755, 780, 785, 790, 793, 802 (ex 586), 846, 849, 852, 870, 894, 919, 952, 955, 968). Další jsou neprovozní anebo budou zachovány jako historické lokomotivy (viz seznam). Hlavní rám s pojezdem od některých rušených lokomotiv byly využité pro přestavbu lokomotivy na řadu 711 a 712 provedených v ŽOS Nymburk a ŽOS Zvolen. Poslední lokomotiva řady 710 na Slovensku byla vyřazena z provozu u ZSSK v RD Bratislava Hlavné, a to prototypový stroj 710.001 (rok výr. 1961) až v roce 2024 ! Jeho majitelem se stal Albatrosklub.

## Historické lokomotivy
- 710.001 (Albatrosklub) - provozní [zdroj⁠?!]
- 710.002 (Slovensko, MDC Bratislava) - neprovozní
- 710.010 (soukromá, Pečky) - provozní
- 710.019 (soukromá, Pardubice) - neprovozní
- 710.029 (soukromá, Lovosice) - neprovozní
- 710.069 (Železničná spoločnosť Slovensko, vystavena na pomníku v RD Nové Zámky)
- 710.085 (České dráhy, CHV Lužná) - neprovozní
- 710.090 (České dráhy, depo Olomouc) - provozní
- 710.525 (Výtopna Zlíchov) - neprovozní
- 710.627 (Výtopna Zdice) - neprovozní
- 710.647 (Výtopna Zlíchov) - neprovozní
- 710.722 (MTZ Choceň) - neprovozní
- 710.779 (MTZ Choceň) - neprovozní
- 710.794 (Výtopna Zdice) - neprovozní
- 710.797 (JUMA Uhlířské Janovice) - neprovozní
- 710.827 (soukromá, Pečky) - provozní
- 710.866 (Kolej-klub, depo Turnov) - provozní
- 710.869 (Posázavský pacifik) - provozní
- 710.878 (Podblanický vědecko-technický klub železniční) - neprovozní
- 710.433 (Výtopna Jaroměř) - neprovozní
- 710.444 (Výtopna Zlíchov) - neprovozní
- 710.455 (MTZ Choceň) - neprovozní
- 710.466 (Slezský železniční spolek) - provozní
- 710.919 (pomník, Pezinok) - neprovozní